# Interrupce v Arménii
Interrupce v Arménii je na vyžádání legální do 12 týdnů těhotenství a za zvláštních okolností mezi 12 týdny a 22 týdny. Potrat je legální od 23. listopadu 1955, kdy byla Arménie součástí Sovětského svazu. Těhotenství může být na žádost těhotné ukončeno do dvanáctého týdne a ze zdravotních a sociálních důvodů do dvacátého druhého týdne se souhlasem lékaře. Od roku 2016, kdy byl přijat zákon zakazující pohlavně selektivní potraty, je před potratem vyžadováno povinné poradenství spolu s 3denní čekací lhůtou. Zákon byl kritizován za použití pohlavně selektivních potratů jako záminky k omezení přístupu k potratům, ačkoli to vláda popírala a tvrdila, že nehodlá zpochybňovat právo žen na bezpečný potrat.
V Arménii byl potrat používán jako způsob antikoncepce a počet úmrtí matek v důsledku potratových komplikací byl velmi vysoký (mezi 10 a 20 % v roce 2000). Po masivních reformách se počet úmrtí snížil na 5 % v roce 2005.
V roce 2014 skončilo 21,77 % těhotenství v Arménii potratem, což je mírný nárůst oproti historickému minimu zaznamenanému v roce 2010 (21,52 %). OSN uvedla míru potratů jako (vyjádřenou jako počet potratů na 1000 žen ve věku 15–44 let) 13,9 v roce 2004 a 16,9 roku 2010.

## Pohlavně selektivní potrat
Arménie má, společně s dalšími zeměmi jako jsou Čína nebo Indie, problém s pohlavně selektivními potraty. To způsobilo velké politické debaty na mezinárodní i národní úrovni. Nicméně politiky, které Arménie přijala k řešení tohoto problému, byly kontroverzní a byly kritizovány.
V roce 2016 země přijala předpisy, které tuto praxi omezují. Pohlavně selektivní potrat byl v roce 2016 výslovně postaven mimo zákon. Už před rokem 2016 však byly pohlavně selektivní potraty implicitně zakázány, protože Arménie od doby, kdy v roce 1955 podle sovětského práva legalizovala potraty, vždy omezovala potraty po prvním trimestru, kdy dochází k pohlavně selektivním potratům. Jediná věc, která se za ta léta několikrát změnila, jsou výjimky stanovené vládou, vyžadované pro to, aby byl potrat po 12 týdnech schválen. Protože výběr pohlaví nebyl nikdy schváleným právním důvodem, byly takové potraty vždy technicky nezákonné. Proto byl zákon z roku 2016 výslovně zakazující potrat z důvodu výběru pohlaví považován za nadbytečný a nevymahatelný a přišel s velkou kontroverzí: požadavek 3denní čekací lhůty. Panovaly obavy, že chudé ženy z venkova si nebudou moci dovolit několikrát vycestovat do města, aby mohly podstoupit bezpečný potrat, čímž se zvýší míra nebezpečných potratů v zemi, zejména s ohledem na vysokou míru potratů obecně. Kritika politik Arménie, které se zabývají výběrem pohlaví, se týká toho, že se nezaměřují na kulturu, která považuje ženy za méněcenné a která podporuje výběr pohlaví.